# Scolesa convergens
Scolesa convergens är en fjärilsart som beskrevs av Herrich-Schäffer 1855. Scolesa convergens ingår i släktet Scolesa och familjen påfågelsspinnare. Inga underarter finns listade.